# Nikodem Pajzderski

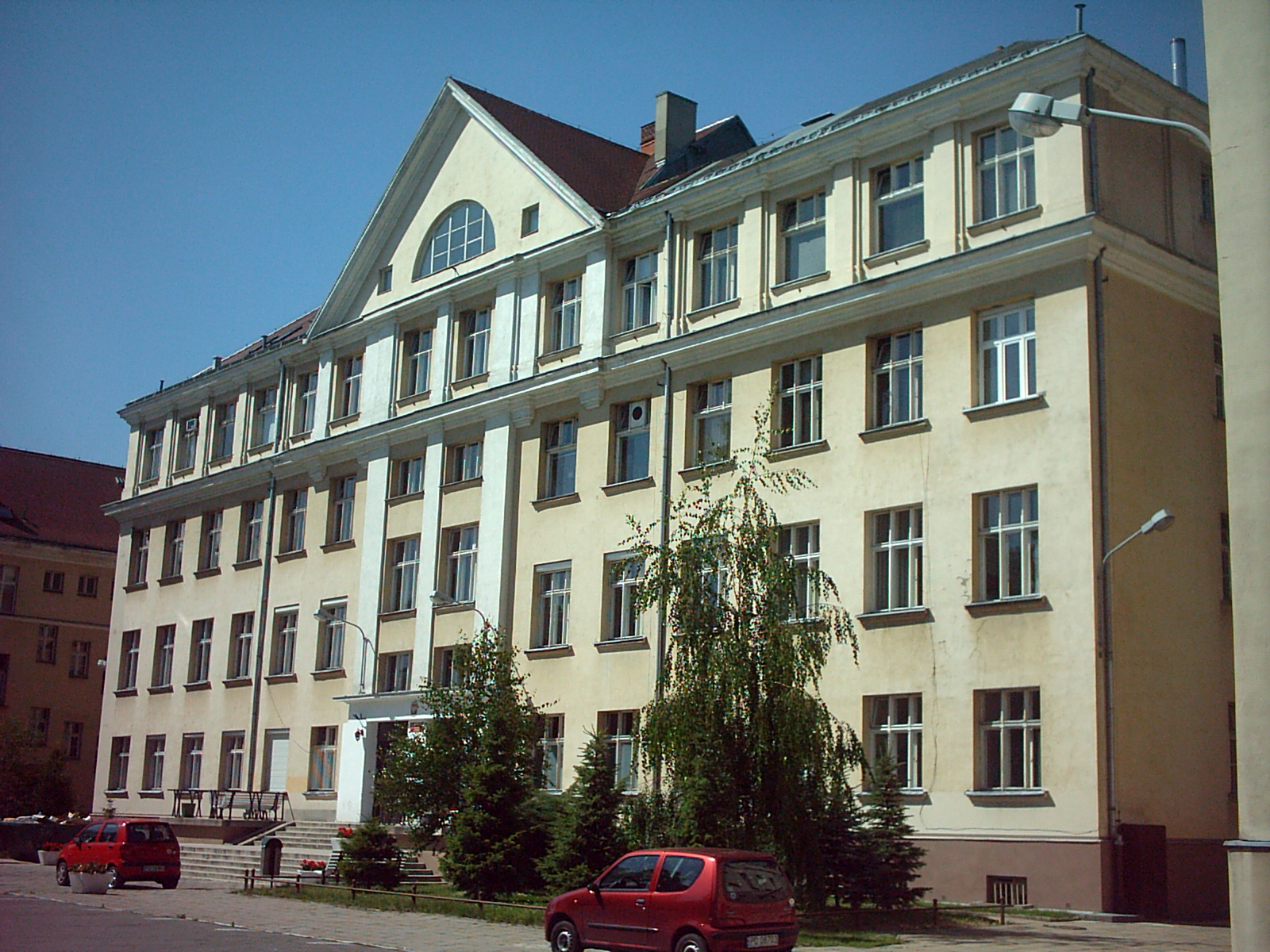
Collegium Anatomicum w Poznaniu – podczas PeWuKi – Pałac Sztuki – kolekcja współorganizowana przez N. Pajzderskiego

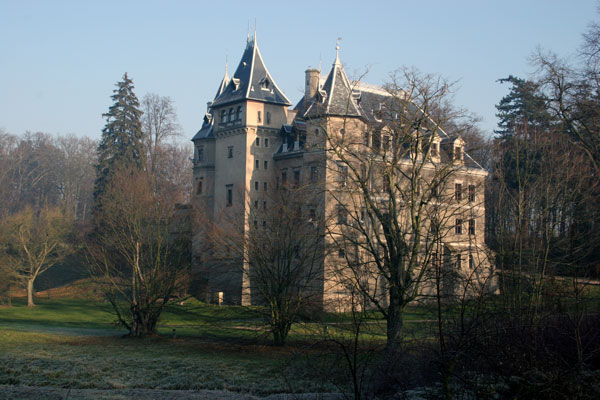
Zamek w Gołuchowie – miejsce pracy N. Pajzderskiego od 1912

Nikodem Pajzderski (ur. 15 września 1882 w Łęgu k. Śremu, zm. 6 stycznia 1940 w Poznaniu) – polski historyk sztuki, mediewista, konserwator i badacz zabytków, muzealnik; brat Sylwestra.

## Życie i działalność
Urodził się w majątku Łęg k. Śremu, jako jedno z dwanaściorga dzieci. Był bratem m.in. Tomasza, architekta, Pawła (1872–1938), górnika, podróżnika, Sylwestra, architekta. Od 1894 uczęszczał do Królewskiego Gimnazjum w Śremie, które opuścił przedwcześnie w 1900, w związku z szykanami Procesu Toruńskiego. Maturę zdał eksternistycznie w II Gimnazjum we Lwowie. W latach 1901–1903 studiował na Wydziale Architektury Politechniki w Charlottenburgu, od 1905 studiował historię sztuki na Uniwersytecie Jagiellońskim. W 1909 uzyskał stopień doktora filozofii. W latach 1909–1911 podróżował po Europie, zwiedzając zabytki i zapoznając się z lokalną sztuką krajów takich, jak Francja, Włochy, Austria i Niemcy.
W 1912 został kustoszem Muzeum Czartoryskich na Zamku w Gołuchowie. W 1914 pracował w Centralnym Komitecie Opieki nad Zabytkami w Wiedniu, gdzie poświęcał czas głównie Małopolsce.
W czasie I wojny światowej przeniósł się do Poznania, z którym związał się aż do tragicznej śmierci. Był członkiem Towarzystwa Przyjaciół Sztuk Pięknych, opracowywał liczne publikacje naukowe, od kwietnia 1919 kierował Wydziałem Rewindykacji zbiorów artystyczno-kulturalnych w Departamencie Kultury i Sztuki Ministerstwa byłej Dzielnicy Pruskiej. W lipcu 1919 został Wojewódzkim Konserwatorem Zabytków w Poznaniu, a od 1922 również konserwatorem zabytków województwa pomorskiego. Należał do Komitetu Konserwatorskiego Gmachów Państwowych.
Był jednym z członków założycieli Towarzystwa Miłośników Miasta Poznania. Ważnym etapem w działalności Pajzderskiego był okres PeWuKi. W latach 1928–1929 współorganizował dział sztuki na Wystawie. W 1933 został dyrektorem Muzeum Wielkopolskiego w Poznaniu.
W październiku 1939 aresztowany przez Niemców, został zamordowany w miejscu kaźni Wielkopolan – Forcie VII.

## Dzieło
Nikodem Pajzderski zainteresowany był przede wszystkim konserwacją zabytków i badaniem epoki średniowiecza. Był jednym ze znaczących badaczy sztuki wielkopolskiej. Ogłosił wiele prac naukowych poświęconych tej dziedzinie, innym segmentom wiedzy historycznej, a także opracowaniom przekrojowym i dotyczącym innych regionów kraju (np. Sandomierz, Małopolska).
Autorstwa Pajzderskiego był także jeden z projektów Domu Przemysłowego w Poznaniu na Placu Wolności (1900), ostatecznie wybudowany według planów Stanisława Mieczkowskiego.

## Życie prywatne
W 1911 ożenił się z Kazimierą Małaczyńską z Hallerów, malarką i rzeźbiarką. Mieli dwie córki: Krystynę 1°v. Powidzką, 2°v. Niklewiczową (1912–1999), malarkę, i Katarzynę po mężu Szczepkowską (1914–1993), historyczkę sztuki. 

## Odznaczenia
- Komandor Orderu Leopolda II (1937, Belgia)[5][6]